# Tunisian Academy of Sciences, Letters and Arts

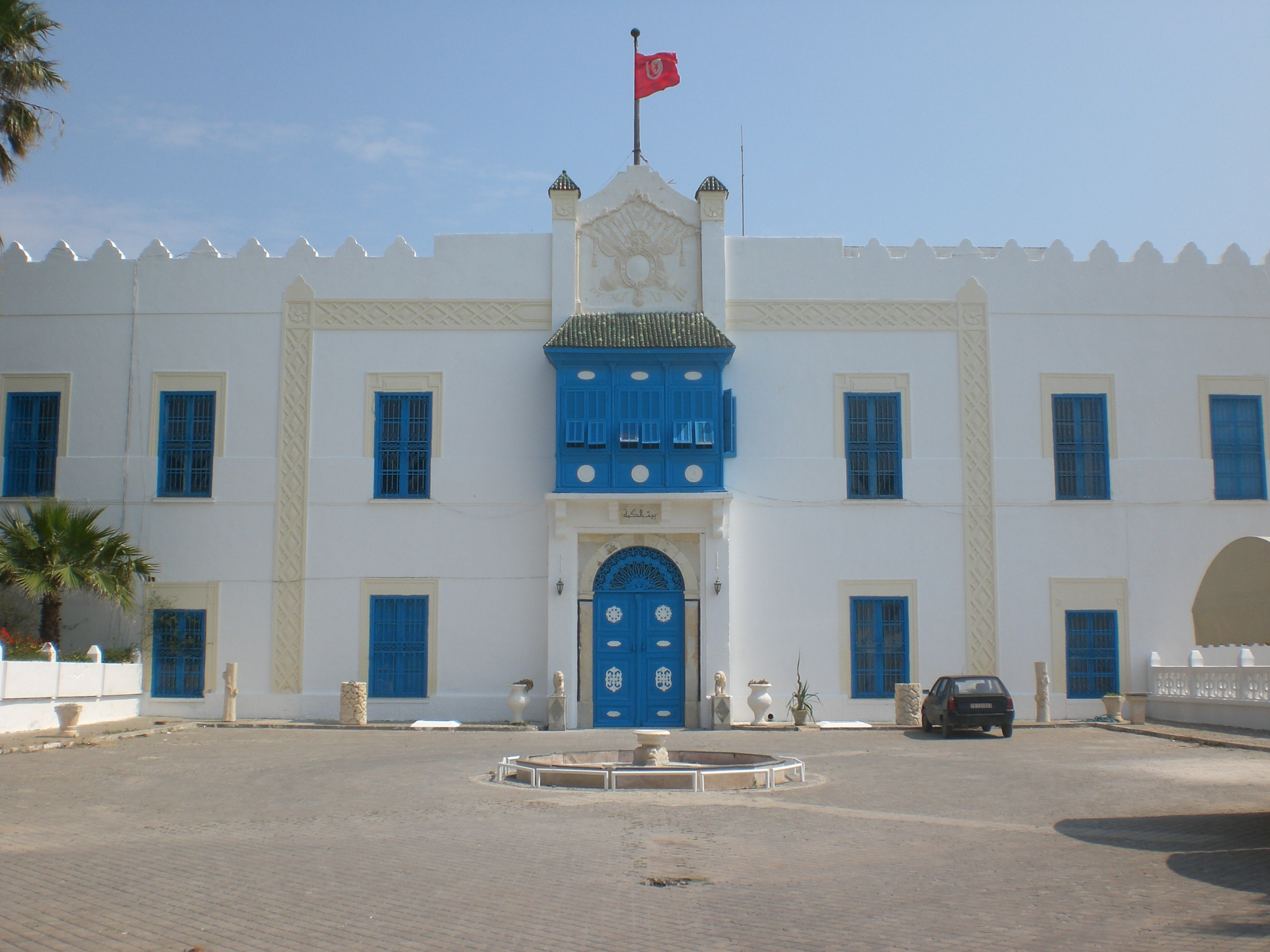
Akademins säte är Zarroukpalatset i Tunis

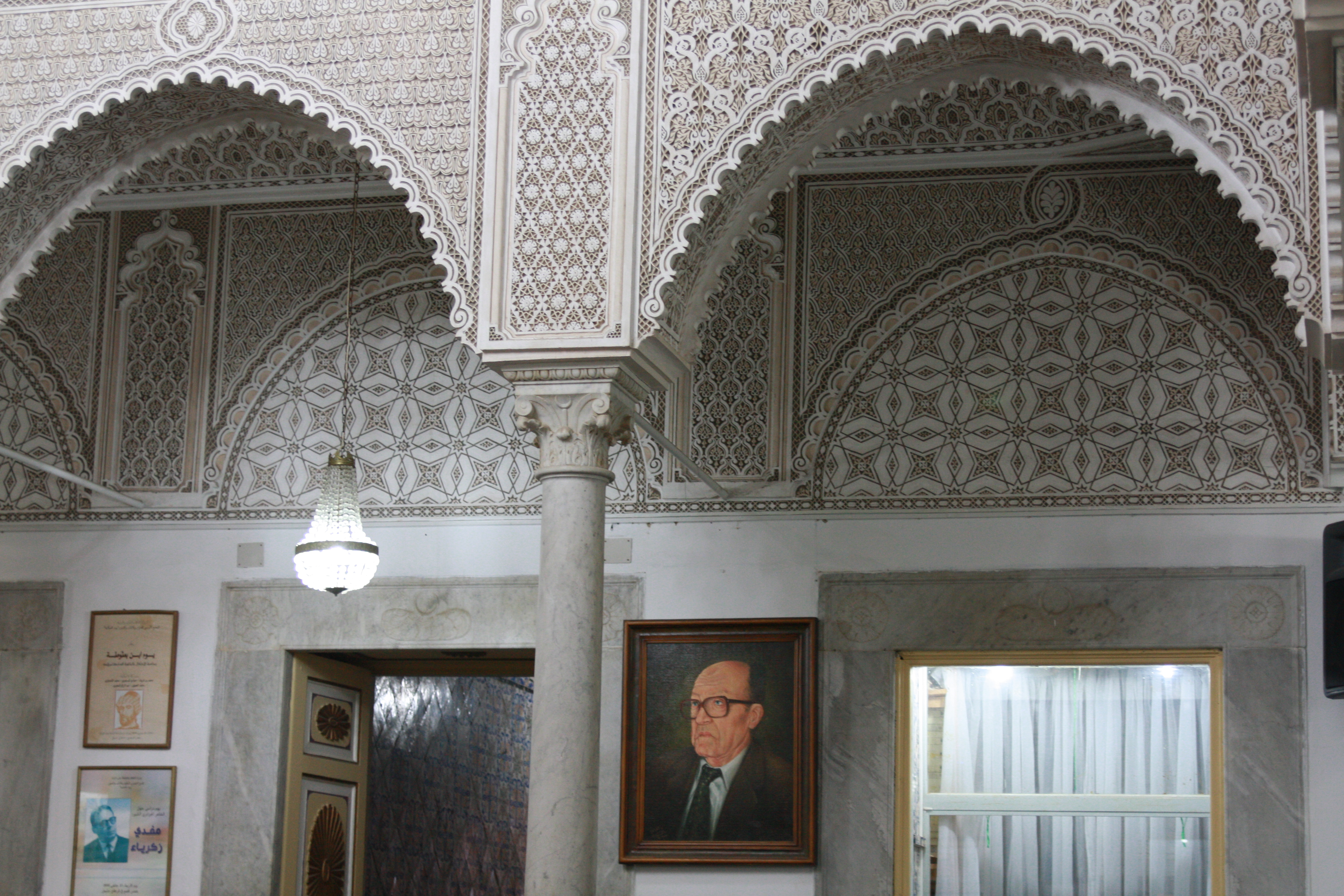
Interiör i Zarroukpalatset

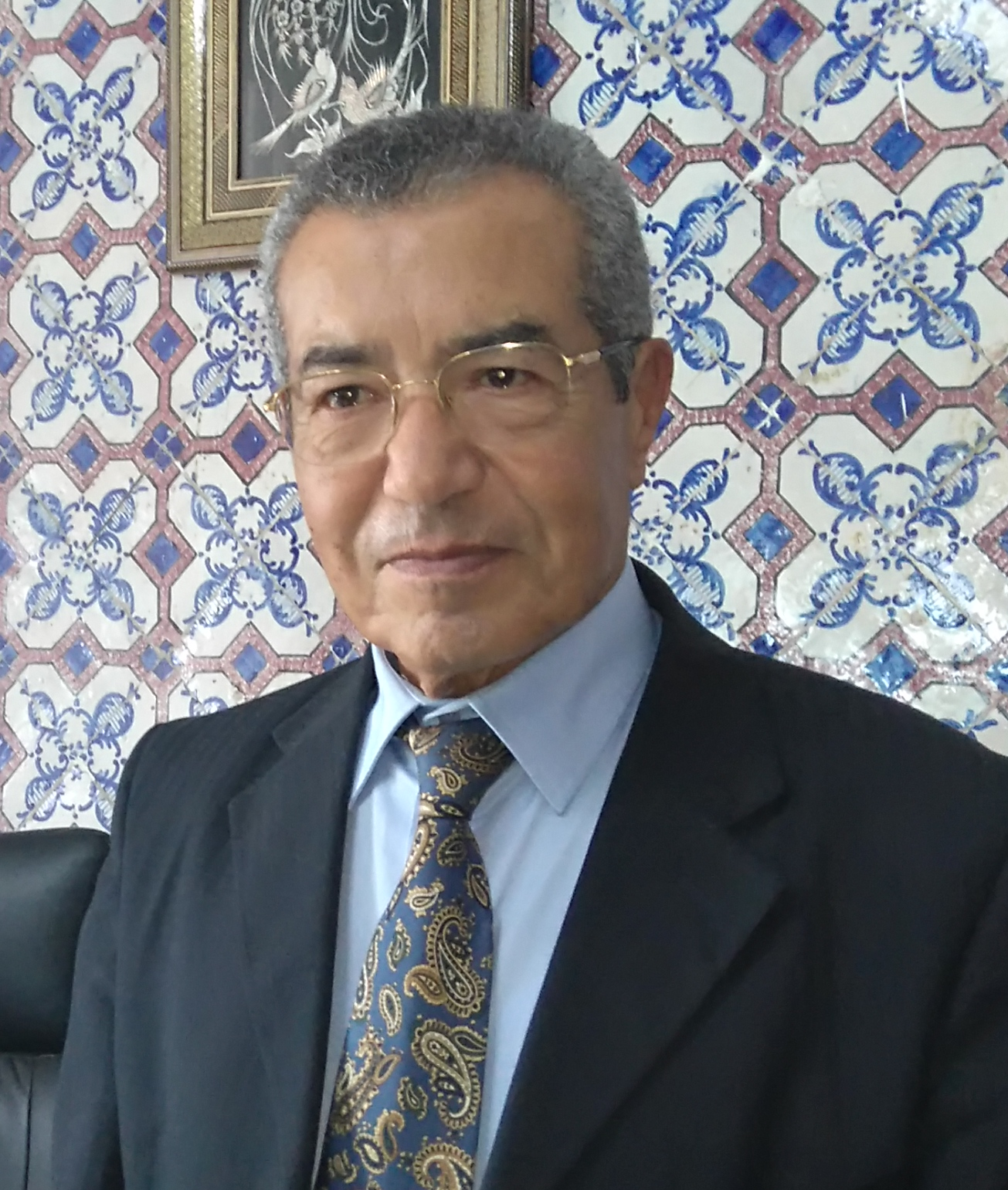
Professor Abdelmajid Charfi

Tunisian Academy of Sciences, Letters and Arts (arabiska: Beit al-Hikma, franska: Académie tunisienne des sciences, des lettres et des arts) är en tunisisk akademi med säte i Tunis. Den grundades 1992, och ersatte då en tidigare stiftelse med liknande uppgifter (Fondation nationale pour la traduction, l'établissement des textes et des études) som grundats 1983.  

Akademins uppgifter (fritt översatt från webbsidan) är att:
- Vara mötesplats för framstående forskare och erbjuda dem stöd för forskning och utbyte av idéer och erfarenheter
- Bidra till att berika det arabiska språket (i samråd med liknande organisationer i världen)
- Vårda det nationella kulturarvet genom forskning och publicering
- Sammanställa ordböcker och encyklopedier, samt översätta verk
- Anordna symposier och konferenser
- Uppmuntra till kreativitet och spridning av intellektuella och konstnärliga verk
- Vara remissinstans i frågor som faller inom akademins verksamhetsområden

Sedan 2016 leds akademin av Professor Abdelmajid Charfi. 